# Чех, Настя
На́стя Чех (словен. Nastja Čeh; 26 января 1978, Птуй) — словенский футболист, полузащитник.

## Карьера
До 2000 года выступал за словенские клубы «Драва» (Птуй), «Марибор», «Олимпия» (Любляна).
В декабре 2006 года подписал трёхлетний контракт с клубом «Химки». По итогам сезона 2008 Чех был признан болельщиками химчан лучшим игроком клуба.. В конце 2008 года было непонятно, прекратят ли «Химки» своё существование из-за финансового кризиса или нет. В итоге деньги на участие команды были найдены, но было предложено пересмотреть контракты ведущих футболистов в сторону их уменьшения. Первоначально Чех согласился на новый контракт, но 30 декабря на официальном сайте греческого клуба «Пансерраикос» была опубликована новость, что словенский футболист с начала 2009 года должен присоединиться к команде. А 13 января 2009 года на официальном сайте клуба «Химки» было опубликовано сообщение о расторжении контракта с Настей Чехом. После вылета «Пансерраикоса» из высшей лиги получил статус свободного агента. После недолгого пребывания в Греции Настя перешёл в хорватскую «Риеку».
За сборную Словении провёл 49 матчей, забил 6 голов.

## Достижения
- Чемпион Словении (5): 1996/97, 1997/98, 1998/99, 1999/00, 2000/01
- Обладатель Кубка Словении (2): 1997, 1999
- Чемпион Бельгии: 2002/03
- Обладатель Кубка Бельгии (2): 2002, 2004
- Чемпион Австрии: 2006
- Обладатель Кубка Австрии: 2006